# غريغور جي. بوك
غريغور جي. بوك هو سياسي أمريكي، ولد في 2 نوفمبر 1907، وتوفي في 17 أكتوبر 1991. نشط حزبياً في الحزب الجمهوري. وقد انتخب عضو جمعية ولاية ويسكونسن ‏.